# Edraianthus murbeckii
Edraianthus murbeckii är en klockväxtart som beskrevs av Richard von Wettstein. Edraianthus murbeckii ingår i släktet Edraianthus och familjen klockväxter. Inga underarter finns listade i Catalogue of Life.